# Фіндерн (Нью-Джерсі)
Фіндерн (англ. Finderne) — переписна місцевість (CDP) в США, в окрузі Сомерсет штату Нью-Джерсі. Населення — 6392 особи (2020).

## Географія
Фіндерн розташований за координатами 40°33′41″ пн. ш. 74°34′27″ зх. д. / 40.56139° пн. ш. 74.57417° зх. д. (40.561278, -74.574237).  За даними Бюро перепису населення США в 2010 році переписна місцевість мала площу 11,23 км², з яких 10,61 км² — суходіл та 0,62 км² — водойми.

## Демографія
Згідно з переписом 2010 року, у переписній місцевості мешкало 5600 осіб у 2147 домогосподарствах у складі 1327 родин. Густота населення становила 499 осіб/км².  Було 2324 помешкання (207/км²).
Расовий склад населення:
| - 70,9 % — білих - 14,8 % — азіатів - 5,6 % — чорних або афроамериканців - 0,3 % — корінних американців - 5,9 % — осіб інших рас |

До двох чи більше рас належало 2,6 %. Частка іспаномовних становила 21,0 % від усіх жителів.
За віковим діапазоном населення розподілялося таким чином: 20,7 % — особи молодші 18 років, 62,7 % — особи у віці 18—64 років, 16,6 % — особи у віці 65 років та старші. Медіана віку мешканця становила 39,4 року. На 100 осіб жіночої статі у переписній місцевості припадало 88,9 чоловіків;  на 100 жінок у віці від 18 років та старших — 86,2 чоловіків також старших 18 років.
Середній дохід на одне домашнє господарство  становив 104 443 долари США (медіана — 85 350), а середній дохід на одну сім'ю — 113 573 долари (медіана — 87 839). Медіана доходів становила 71 719 доларів для чоловіків та 55 705 доларів для жінок. За межею бідності перебувало 4,8 % осіб, у тому числі 8,9 % дітей у віці до 18 років та 8,5 % осіб у віці 65 років та старших.
Цивільне працевлаштоване населення становило 3448 осіб. Основні галузі зайнятості: роздрібна торгівля — 19,1 %, освіта, охорона здоров'я та соціальна допомога — 17,7 %, виробництво — 12,1 %, мистецтво, розваги та відпочинок — 11,7 %.